# Gasabnahmestelle und -druckreglerstation des Städtischen Gaswerkes

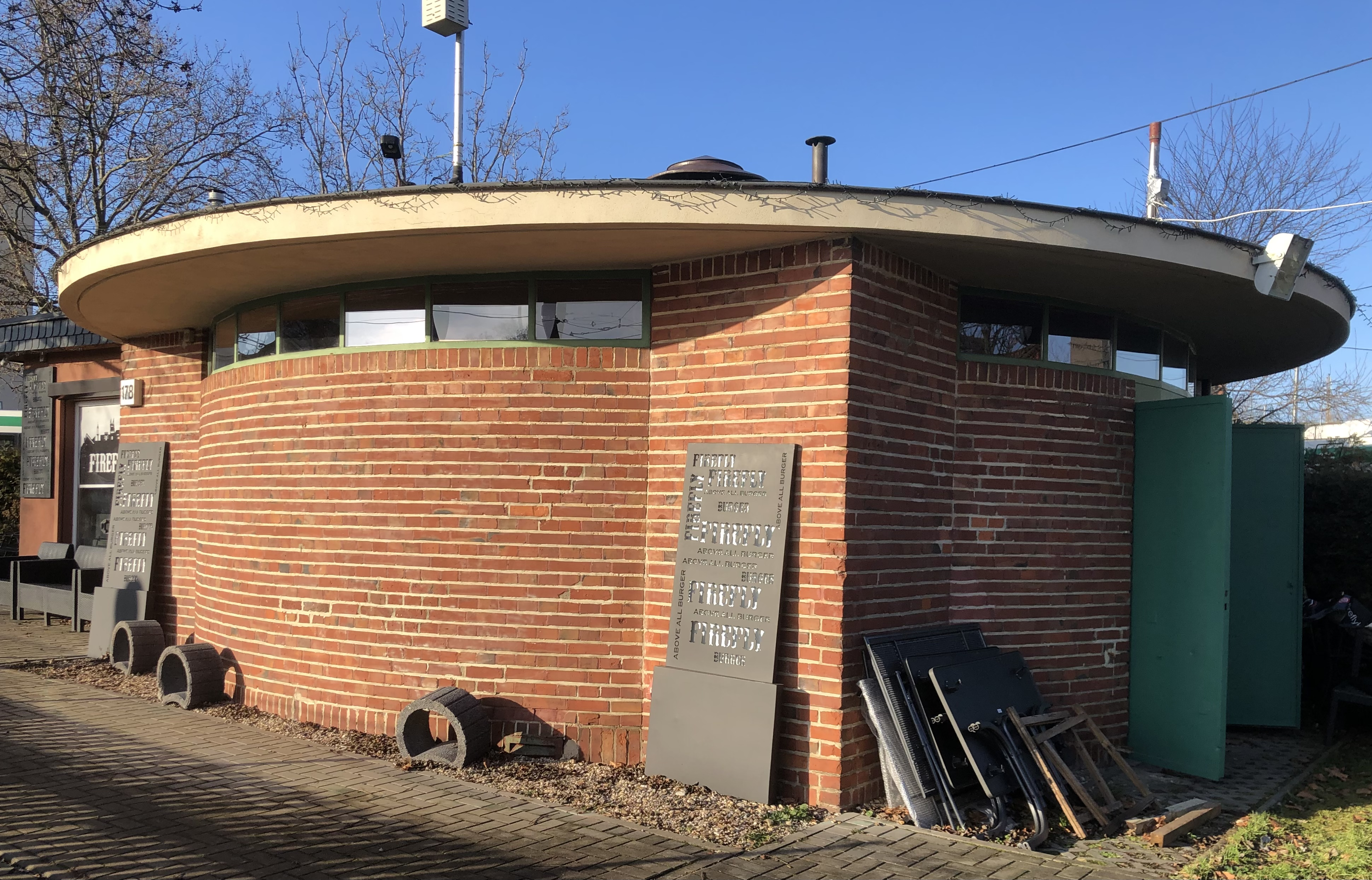
Ehemalige Gasabnahmestelle und -druckreglerstation des Städtischen Gaswerkes, 2022

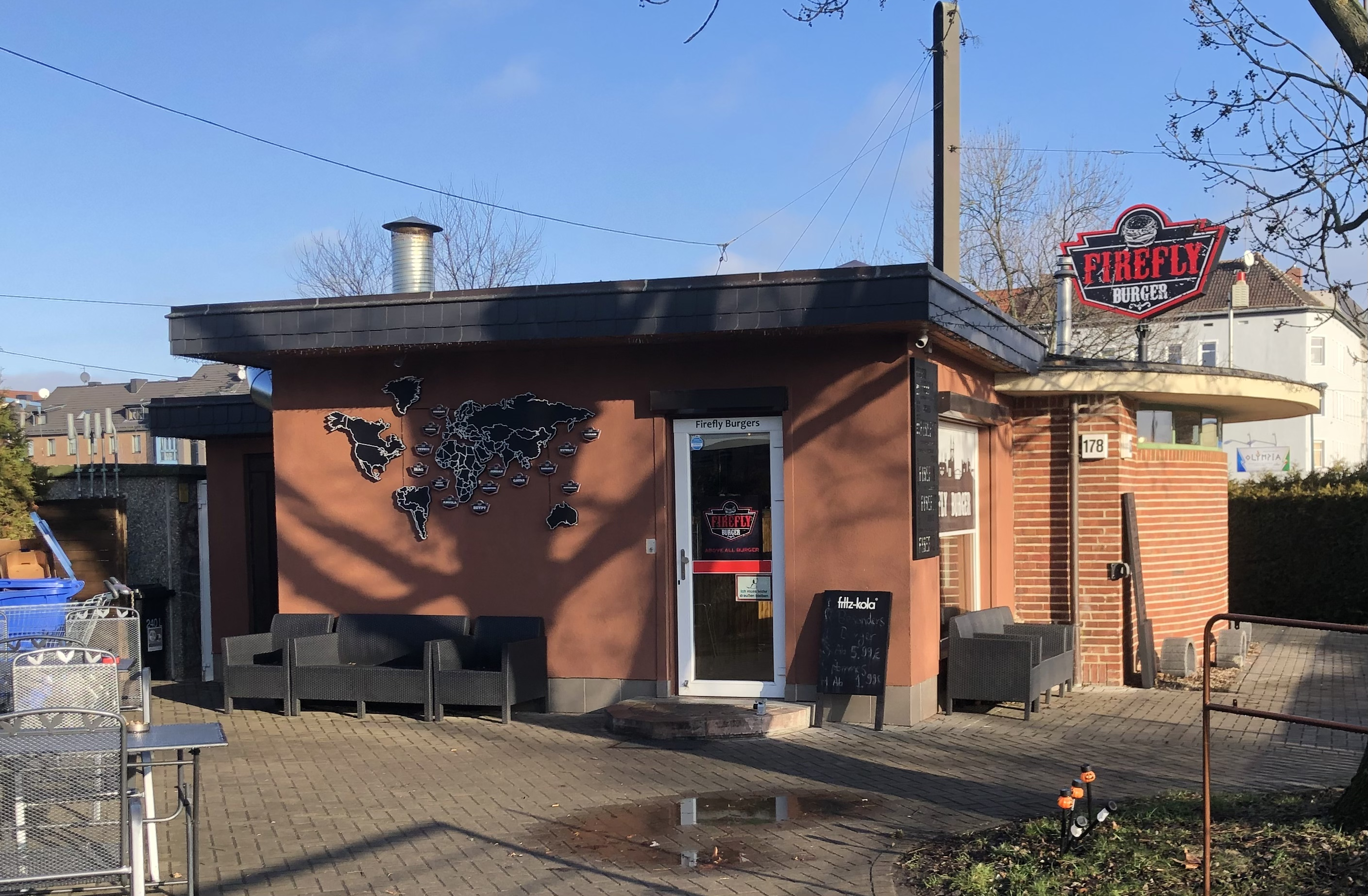
Blick von Südwesten, 2022

Die Gasabnahmestelle und -druckreglerstation des Städtischen Gaswerkes ist eine denkmalgeschützte ehemalige Gasstation in Magdeburg in Sachsen-Anhalt. Das Gebäude dient heute (Stand 2022) gastronomischen Zwecken.

## Lage
Der Bau befindet sich auf der Nordseite der Halberstädter Straße, östlich der Bergstraße im Magdeburger Stadtteil Sudenburg an der Adresse Halberstädter Straße 178.

## Architektur und Geschichte
Die Gasstation entstand im Jahr 1933 nach einem Entwurf von Fritz Kneller und Julius Götsch von den Vereinigten Bauverwaltungen. Sie diente als Gasabnahmestelle und -druckreglerstation der Städtischen Werke Magdeburg für den Bereich von Ottersleben. Die Gestaltung zeigt noch, obwohl die Fertigstellung erst nach Beginn der nationalsozialistischen Gewaltherrschaft erfolgte, die Formensprache des Neuen Bauens aus der Zeit des Magdeburger Stadtbaurates Johannes Göderitz.
Es entstand ein zentraler Bau auf kreisrundem Grundriss, wobei durch hervortretende dreieckige Mauerelemente zugleich auch ein quadratisches Element angedeutet wird. Das Gebäude ist mit roten Ziegeln verblendet und wird von einem vorkragenden Flachdach bedeckt. Das Dach war ursprünglich grün gefasst. Auch Türen und aus Stahl gefertigte Elemente sind grün gestaltet. Direkt unterhalb des Dachs befindet sich ein schmales Fensterband. Die Verfugungen waren gelb gehalten.
Nach Aufgabe der ursprünglichen technischen Nutzung wurde das Gebäude für eine gastronomische Nutzung umgebaut und wird derzeit (Stand 2022) als Firefly Burgers betrieben.
Im örtlichen Denkmalverzeichnis ist das Gaswerk unter der Erfassungsnummer 094 81960 als Baudenkmal verzeichnet.
Der Bau wird als besonders gelungenes und originelles Beispiel eines städtischen Funktionsbaus beschrieben und gilt als gute Lösung der Vereinbarung von Funktion und Form.